# Companhia Brasiliana de Energia
A Companhia Brasiliana de Energia S.A. foi fundada em 6 de novembro de 2000, com a denominação Energia Paulista Participações S.A., com o objetivo de participar de oportunidades de negócios principalmente no setor de energia elétrica no Brasil.
A empresa exercia o controle acionário da AES Tietê, AES Elpa (controladora da AES Eletropaulo), AES Uruguaiana, AES Communications Rio de Janeiro, AES Infoenergy e AES Minas PCH, mediante a participação direta ou indireta no capital dessas sociedades, não possuindo qualquer atividade operacional.

## Histórico
Em 2003, em virtude da renegociação da dívida da AES Elpa e a da AES Transgás perante o BNDESPAR, a AES Corp. transferiu todas as ações que detinha, direta e indiretamente, por meio da AES Elpa e da AES Transgás, na AES Eletropaulo, para uma nova controladora, denominada Brasiliana Energia S.A. (Companhia Brasiliana de Energia), em sociedade com o BNDESPar. A AES ficou com 50% mais uma das ações ordinárias e o BNDESPar com o restante das ordinárias, além de ficar com a totalidade das ações preferenciais. 
Em setembro de 2006, a Brasiliana Energia S.A., AES Corporation e BNDES (por meio de sua subsidiária, o BNDESPAR) iniciaram a implementação de uma reorganização societária por meio da qual ocorreu a incorporação da Brasiliana pela AES Transgás, em 30 de setembro de 2006, e a incorporação da AES Transgás pela companhia, em 31 de outubro de 2006, sendo que após esta incorporação a companhia mudou a sua denominação de Energia Paulista Participações S.A. para Companhia Brasiliana de Energia.
A Brasiliana tinha como principais acionistas a AES Brasil (50% das ações ordinárias e 46,15% do capital social) e o BNDESPAR (50% das ações ordinárias e 53,85% do capital social).
Em 31 de dezembro de 2015, foi finalizada a reestruturação societária da AES Tietê S.A. e de sua controladora, a Companhia Brasiliana de Energia. Nessa reestruturação, a AES Tietê S.A incorporou a a AES Rio PCH Ltda. e, posteriormente, foi incorporada pela Companhia Brasiliana de Energia. A denominação da Companhia resultante foi alterada para AES Tietê Energia S.A..
Em novembro de 2020, a AES Tietê renova sua marca e passa a se chamar AES Brasil.

Em novembro de 2021, a AES Tietê Energia S.A. é incorporada pela AES Brasil Operações S.A..